# ویکتور وانیاما
ویکتور وانیاما (انگلیسی: Victor Wanyama؛ زادهٔ ۲۵ ژوئن ۱۹۹۱) یک بازیکن فوتبال اهل کنیا است.
از باشگاه‌هایی که در آن بازی کرده‌است می‌توان به باشگاه فوتبال سلتیک، هلسینگبورگس، باشگاه فوتبال ساوت‌همپتون، و باشگاه فوتبال تاتنهام هاتسپر اشاره کرد.
وی همچنین درتیم ملی فوتبال کنیا بازی کرده‌است.